# Puccinia bromoides
Puccinia bromoides ist eine Ständerpilzart aus der Ordnung der Rostpilze (Pucciniales). Der Pilz ist ein Endoparasit des Süßgrases Helictochloa bromoides. Symptome des Befalls durch die Art sind Rostflecken und Pusteln auf den Blattoberflächen der Wirtspflanzen. Sie ist ein Endemit Frankreichs.

## Merkmale

### Makroskopische Merkmale
Puccinia bromoides ist mit bloßem Auge nur anhand der auf der Oberfläche des Wirtes hervortretenden Sporenlager zu erkennen. Sie wachsen in Nestern, die als gelbliche bis braune Flecken und Pusteln auf den Blattoberflächen erscheinen.

### Mikroskopische Merkmale
Das Myzel von Puccinia bromoides wächst wie bei allen Puccinia-Arten interzellulär und bildet Saugfäden, die in das Speichergewebe des Wirtes wachsen. Aecien oder Spermogonien der Art sind nicht bekannt. Die zimtbraunen Uredien des Pilzes wachsen beidseitig auf den Wirtsblättern. Seine goldbraunen Uredosporen sind 27–30 × 24–27 µm groß, breitellipsoid bis kugelig und fein stachelwarzig. Die Telien der Art sind nicht bekannt. Die goldbraunen Teliosporen sind zweizellig, in der Regel breitellipsoid bis eiförmig und 37–48 × 27–31 µm groß. Ihre Oberflächen sind fein stachelig. Ihre Stiele sind fragil und brechen meist nahe der Spitze ab.

## Verbreitung
Das bekannte Verbreitungsgebiet von Puccinia bromoides umfasst lediglich Frankreich.

## Ökologie
Die Wirtspflanze von Puccinia bromoides ist Helictochloa bromoides (Syn.: Avenochloa bromoides). Der Pilz ernährt sich von den im Speichergewebe der Pflanzen vorhandenen Nährstoffen, seine Sporenlager brechen später durch die Blattoberfläche und setzen Sporen frei. Die Art verfügt über einen Entwicklungszyklus, von dem bislang lediglich Uredien sowie deren Wirt bekannt sind; Telien, Spermogonien und Aecien konnten dem Pilz nicht zugeordnet werden.